# L'Impératrice
L'Impératrice es un grupo francés de música pop y nu-disco establecido en París en 2012. Está conformado por Charles de Boisseguin (teclados), Hagni Gwon (teclados), David Gaugué (bajo), Achille Trocellier (guitarra eléctrica), Tom Daveau (batería) y la cantante Louve. Flore Benguigui fue la vocalista de la banda desde 2015 hasta 2024. Hasta 2024 han publicado tres álbumes de estudio y nueve EPs.

## Biografía
L'Impératrice lanzó su primer EP homónimo en 2012. El segundo, Sonata Pacifique, en 2014, luego un tercero, Odyssée el 12 de octubre de 2015. que sería reeditado bajo el nombre The Emperor: un año más tarde. Se trata de una versión ralentizada del original, inspirada en un error de un fan al reproducir el disco a la velocidad incorrecta. Una versión acústica para violín, violonchelo y guitarra acústica, también ve la luz del día en febrero de 2017.
En 2016, el grupo ganó el premio Deezer Adami y colaboraron con la cantante de soul Anita Ward en el sencillo Vanille fraise.
L'Impératrice firmaría con el sello independiente Microqlima, con el que publicaría su primer maxi titulado Séquences en junio de 2017. Las remezclas de estas canciones aparecen en septiembre de 2017, incluida una versión del grupo australiano Parcels.
El grupo actúa en muchos festivales, como el Primavera de Bourges, el Calvi On The Rocks de 2016 o el We Love Green en 2017. En octubre de ese año publicaron Erreur 404, el primer sencillo de su álbum debut Matahari, y actuaron en La Cigale. En el abril siguiente en el Casino de París. Asimismo actuaron en una emisión de Quotidien en la TMC el 9 de enero de 2018. Tocaron en Bruselas el 31 de ese mes, iniciando una gira por toda Francia entre febrero y mayo de ese año, que se acabaría alargando hasta prácticamente un año después. El 21 de junio de 2018, con motivo de la Fête de la musique, el grupo actúa en la Asamblea Nacional de Francia.
L'Impératrice iba a participar en el festival Coachella, en el este de Los Ángeles, programado octubre de 2020, pero tuvo que ser cancelado por la pandemia por coronavirus. El 9 de abril de ese año lanzaron el sencillo Fou, el segundo tema de su álbum de 2021, Tako Tsubo. En este álbum han contado con la colaboración del productor musical Neal H Pogue, quien ha remezclado los temas. Ambos álbumes están publicados completos en YouTube.
El 26 de septiembre de 2024, L'Impératrice anunció en su perfil de Instagram la salida de Flore Benguigui, quien argumentó que su salida se debía a motivos de salud física y mental, así como a desacuerdos artísticos y personales con los demás miembros.Días después, el 1 de octubre, la banda anunció que la cantante francesa Louve sería su nueva vocalista.

## Discografía

#### Álbumes de estudio
- Matahari (2018)
- Tako Tsubo (2021)
- Pulsar (2024)

#### Álbumes en vivo
- Live à Paris (2020)

#### EPs
- L'Impératrice EP (2012)
- Sonate Pacifique (2014)
- Odyssée (2015)
- Vanille Fraise (2015)
- L'Empereur (Odyssée Slow Version) (2016)
- Dreaming Of You (2018)
- Séquences (2017)
- Séquences remixes (2017)
- Stand On The Word (2018)
- Submarine (Remixes) (2018)

#### Remixes
| Título                | Año  | Artista        | Álbum                         |
| --------------------- | ---- | -------------- | ----------------------------- |
| Supernova             | 2013 | Isaac Delusion |                               |
| Children of the Night | 2014 | Isaac Delusion | Children of the Night (Remix) |
| Je suis music         | 2015 | Cerrone        | The Remixes                   |
| La piscine            | 2016 | Hypnolove      | La piscine (EP)               |
| Gamesofluck           | 2017 | Parcels        | Hideout Remixed (EP)          |
| Hiéroglyphes          | 2018 | Pépite         | Les bateaux (Remixs) (EP)     |
| I Feel High           | 2021 | Poolside       | High Season                   |
| Guy                   | 2021 | Remi Wolf      | We Love Dogs!                 |

Ver discografía completa en Discogs